# شهرستان کلینتون (ایندیانا)
شهرستان کلینتون، ایندیانا (به انگلیسی: Clinton County, Indiana) شهرستانی در ایالات متحده آمریکا است که در ایندیانا واقع شده‌است.